# エレクトリック・ステイト
『エレクトリック・ステイト』（原題：The Electric State）は、シモン・ストーレンハーグの同名グラフィックノベルを基にした、アメリカのSFアドベンチャー映画。
クリストファー・マルクス＆スティーヴン・マクフィーリーが脚本を手がけ、アンソニー＆ジョー・ルッソが監督を務めた。アンサンブル・キャスト体制のもと、ミリー・ボビー・ブラウンやクリス・プラット、キー・ホイ・クァン、スタンリー・トゥッチ、ジェイソン・アレクサンダー、ブライアン・コックス、ジェニー・スレイト、ジャンカルロ・エスポジート、アンソニー・マッキー、ビリー・ボブ・ソーントンが出演している。
2025年3月14日にNetflixで配信開始された。

## あらすじ
行方不明の弟からロボットを送られた少女は、そのロボットを使って弟を探す旅に出る。

## 登場人物 / キャスト
※括弧内は日本語吹替。

### 実写キャスト
ミシェル
演 - ミリー・ボビー・ブラウン（川勝未来）
キーツ
演 - クリス・プラット（星野貴紀）
アマースト博士 / P.C.（声）
演 - キー・ホイ・クァン（水島裕）
イーサン・スケート
演 - スタンリー・トゥッチ（根本泰彦）
クリストファー
演 - ウッディ・ノーマン（永竹功幸）
マーシャル・ブラッドベリー大佐
演 - ジャンカルロ・エスポジート（落合弘治）
テッド
演 - ジェイソン・アレクサンダー（山本満太）
サブリンスキー女史
演 - マリン・ヒンクル（葉瀬ふみの）
ベン・アボット
演 - マイケル・トルッコ
マデリン・ヴァンス
演 - ホリー・ハンター（雨蘭咲木子）
コメンテーター
演 - ジョー・ルッソ

### 声の出演
Mr.ピーナッツ
声 - ウディ・ハレルソン（安原義人）
モーションキャプチャー - テリー・ノタリー
ハーマン
声 - アンソニー・マッキー（遠藤大智）
モーションキャプチャー - マーティン・クレバ
コスモ
演 - アラン・テュディック（れいみ）
ポップフライ
声 - ブライアン・コックス（野坂尚也）
ペニー・パル
声 - ジェニー・スレイト（雨蘭咲木子）
ウルフ
声 - コールマン・ドミンゴ（落合弘治）
パープレクソ
声 - ハンク・アザリア（山本満太）
ブリッツ
声 - ロブ・グロンコウスキー
クレム
声 - ジョーダン・ブラック（野坂尚也）
ガーベッジ・ボット
声 - ビリー・ガーデル
シザーズ夫人役
声 - スーザン・レスリー
- 日本語吹替版その他出演：野坂尚也、松嶌杏実、降旗雄司、宮島岳史、越後屋コースケ

- 日本語吹替版制作スタッフ 演出：日向泰祐、翻訳：諸井佑美、調整：土井拓海、制作進行：川﨑理紗子、制作：東北新社

## 製作

### 企画開発
アンソニー＆ジョー・ルッソがグラフィック・ノベル『The Electric State』の権利を取得したことで、2017年12月、初めて本作に関しての発表がなされた。当初、2人はプロデューサーとして本作に携わることが決まり、アンディ・ムスキエティが監督として交渉中であった。また、クリストファー・マルクスとスティーヴン・マクフィーリーが脚本を書くことも決まっていた。2020年12月、ユニバーサル・ピクチャーズが本作の配給権を獲得した。そして、ムスキエティの代わりにルッソ兄弟が監督を務め、ムスキエティは自身の新しい制作会社を通じて本作のプロデューサーとして残ることになった。ミリー・ボビー・ブラウンを主役に起用し、ルッソ兄弟が『グレイマン』（2022）を完成させて、ミリーが『ストレンジャー・シングス 未知の世界』シーズン4の撮影を終えれば、すぐにでも制作が始まる予定であった。2022年6月、ユニバーサルが本作の劇場公開を予定していないことから、本作の配給権がNetflixに移管される可能性があると報じられた。同月末には、Netflixが本作を配信することが確定し、クリス・プラットがミリーとともに主演する方向で話が進んでいた。プラットは8月に出演が決定し、ミシェル・ヨーやスタンリー・トゥッチ、ジェイソン・アレクサンダー、ブライアン・コックス、ジェニー・スレイトもキャストに加わった。コックスとスレイトは、本作でキャラクターの声を担当すると報じられた。10月にはウッディ・ノーマンがキャスト陣に名を連ね、翌11月にはジャンカルロ・エスポジートが威嚇的なロボット型ドローンのMarshallの声として出演することになった。アンソニー・マッキーとビリー・ボブ・ソーントンもキャストに加わった。一方で、スケジュールの都合で本作の出演ができなくなったミシュル・ヨーに代わり、『エブリシング・エブリウェア・オール・アット・ワンス』（2022年）で彼女と共演したキー・ホイ・クァンが、本作に出演することになった。

### 撮影
2022年10月、アトランタで『Stormwind』というワーキングタイトルで主要撮影が始まった。2022年11月4日、本作に携わっていた撮影スタッフが撮影現場外で交通事故に遭い、本作の制作が一時的に中断された。翌2023年2月初旬には正式に撮影が終了した。